# Teublitz
Teublitz település Németországban, azon belül Bajorországban. Lakosainak száma 7938 fő (2023. december 31.).

## Népesség
A település népessége az elmúlt években az alábbi módon változott:
| Lakosok száma | 602  | 3925 | 5665 | 6915 | 7351 | 7257 | 7343 | 7341 | 7678 | 7938 |
|               | 1875 | 1950 | 1975 | 1987 | 2012 | 2014 | 2016 | 2017 | 2021 | 2023 |